# Andrej Porázik
Andrej Porázik (ur. 27 czerwca 1977 w Bratysławie) – słowacki piłkarz grający na pozycji napastnika.
Porázik grał w Interze Bratysława, Ozeta Dukla Trenčín, ZŤS Dubnica, a także w Dyskobolii Grodzisk Wielkopolski, Obrze Kościan, MŠK Žilina i MFK Dubnica. W polskiej Ekstraklasie rozegrał 23 mecze i strzelił 3 bramki.
W 2000 roku wraz z reprezentacją Słowacji wystąpił na Igrzyskach Olimpijskich w Sydney.